# Abies cephalonica
Abies cephalonica, abeto griego o abeto de Cefalonia es una especie arbórea de la familia de las pináceas, originaria de las regiones montañosas de Grecia, fundamentalmente en el Peloponeso y en la isla de Cefalonia. 

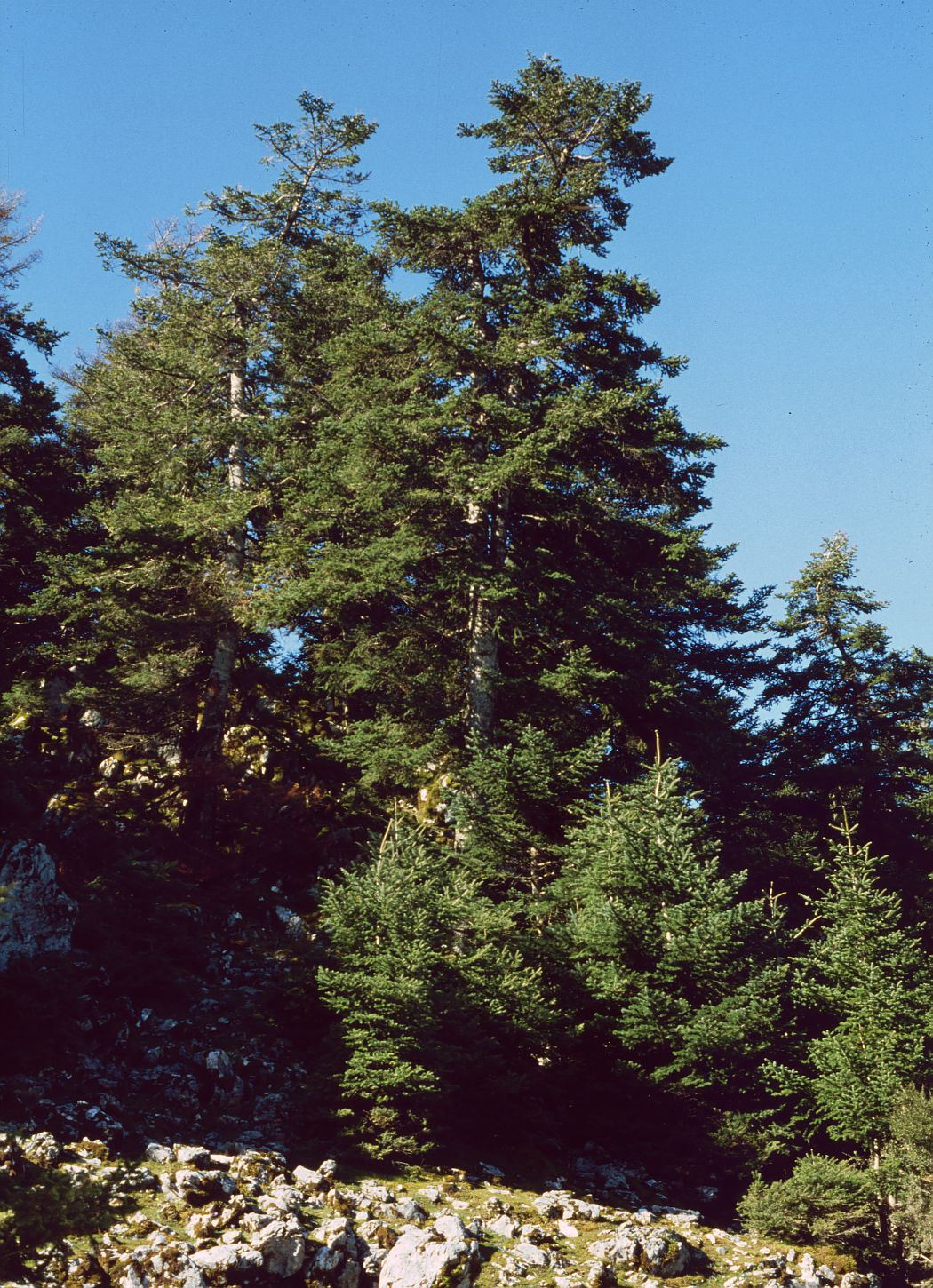
Vista del árbol

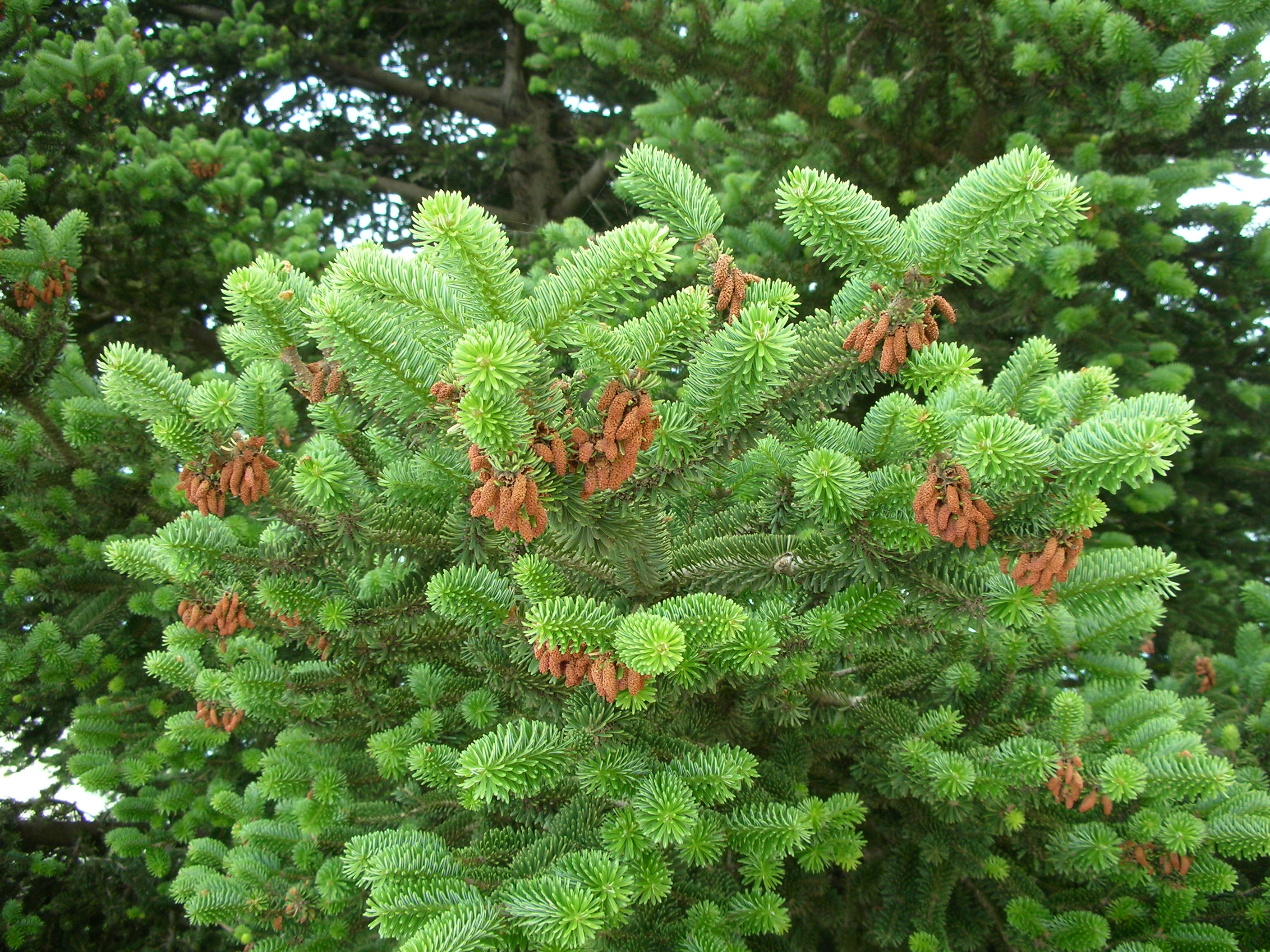
Detalle

## Descripción
Es un árbol de tamaño mediano, entre 25 y 35 m, raramente alcanza los 40 m de altura, con un diámetro del tronco de hasta 1 m. Prospera en altitudes de 900 a 1700 m, en aquellas montañas con una precipitación por encima de los 1000 milímetros.
Es parecido al pinsapo, pero con las hojas más grandes, entre 15 y 35 mm, y las brácteas tectrices erectas en el estróbilo.

## Aplicaciones
La madera del abeto griego era muy utilizada en el pasado para la construcción general, pero actualmente ya apenas si se usa, dada su escasez. Se planta como árbol ornamental en grandes parques y jardines, evitándose las zonas con heladas tardías puesto que pueden dañarlo gravemente, ya que es una de las primeras coníferas en renovar las hojas en primavera.

## Taxonomía
Abies cephalonica fue descrita por John Claudius Loudon y publicado en Gardener's Magazine and Register of Rural and Domestic Improvement 14: 81. 1838.
Etimología
Abies: nombre genérico que viene del nombre latino de Abies alba.
cephalonica: epíteto geográfico que alude a su localización en Cefalonia.
Sinonimia
- Abies kukunaria Wender. [1831, Schriften Ges. Beförd. Gesammten Naturwiss. Marburg, 2 : ?]
- Abies acicularis Maxim. ex Lavallée
- Abies alba subsp. cephalonica (Loudon) K.Richt.
- Abies alba var. cephalonica (Loudon) Richt.
- Abies apollinis Link
- Abies apollinis var. panachaica (Heldr.) Boiss.
- Abies apollinis var. reginae-amaliae (Heldr.) Boiss.
- Abies heterophylla K.Koch
- Abies luscombeana Loudon
- Abies panachaica Heldr.
- Abies peloponnesiaca Haage ex K.Koch
- Abies peloponnesica Haage ex Heldr.
- Abies picea var. apollinis (Link) Lindl. & Gordon
- Abies reginae-amaliae Heldr.
- Picea apollinis (Link) Rauch. ex Gordon
- Picea apollinis var. panachaica (Heldr.) Boiss.
- Picea cephalonica (Loudon) Loudon
- Picea cephalonica var. panachaica (Heldr.) Lindl.
- Picea panachaica Heldr. ex Carrière
- Pinus abies var. apollinis (Link) Endl.
- Pinus abies var. cephalonica (Loudon) H.Christ
- Pinus abies var. panachaica (Heldr.) H.Christ
- Pinus apollinis (Link) Antoine
- Pinus cephalonica (Loudon) Endl.
- Pinus cephalonica var. reginae-amaliae (Heldr.) Voss
- Pinus picea var. graeca Fraas[4][5]